# Piet Welgemoed
Peter Johannes Welgemoed (né le 9 mars 1943 à Jansenville, province du Cap en Afrique du Sud) est un ancien professeur d'économie des transports, un homme d'affaires et un homme politique sud-africain, membre du parti national, député (1981-1994), élu dans la circonscription de Primrose, sous-ministre des mines et de l'énergie et des entreprises privées (1989-1991) et des transports (1990-1991), ministre des transports (1991-1994) et ministre des postes et des télécommunications (1992-1994) dans le gouvernement de Klerk. 

## Biographie
Diplômé d'un doctorat en 1971 de l'université du Rand, il y est nommé trois ans plus tard professeur et président du Département de l'Économie des transports et directeur du Centre de recherche sur les transports. Membre de plusieurs conseils d'administration de sociétés de transport, il entre au parlement en 1981 sur la liste des députés nommés, puis est élu dans la circonscription de Primrose lors d'une élection partielle en novembre 1984, reprenant alors le siège de Piet Koornhof.  
En septembre 1989, Piet Welgemoed entre au gouvernement de Frederik de Klerk comme ministre-adjoint des Affaires minérales et énergétiques et des Entreprises publiques. En 1991, il est nommé membre du Conseil des ministres chargé des Transports et en 1992 devient ministre des Transports, des Postes et Télécommunications. Il quitte la vie politique en 1994.  
En 1998, il est nommé président exécutif du conseil d'administration des marchés d'Amérique du Sud qui a son siège à Santiago du Chili. Il contrôle les opérations du Groupe au Chili, en Argentine et en Uruguay. Il est l'un des directeurs de la Comair Limited, une compagnie privée d'aviation sud-africaine. 